# Joseph W. Bailey
Joseph Weldon Bailey, född 6 oktober 1862 i Copiah County, Mississippi, död 13 april 1929 i Sherman, Texas, var en amerikansk demokratisk politiker. Han representerade delstaten Texas i båda kamrarna av USA:s kongress, först i representanthuset 1891-1901 och sedan i senaten 1901-1913.
Bailey studerade juridik och inledde 1883 sin karriär som advokat i Mississippi. Han flyttade 1885 till Gainesville, Texas. Han efterträdde 1891 Silas Hare som kongressledamot. Han omvaldes fyra gånger. Han efterträdde sedan 1901 Horace Chilton som senator för Texas. Han avgick 1913 kort före slutet av sin andra mandatperiod i senaten på grund av en skandal. Han hade starka kopplingar till oljeindustrin och kunde inte förklara varifrån han fick alla sina inkomster.
Baileys grav finns på Fairview Cemetery i Gainesville. Sonen Joseph Weldon Bailey, Jr. var kongressledamot 1933-1935.